# Indiana National Guard
La Indiana National Guard è una componente della Riserva militare inquadrata sotto la U.S. National Guard. Il suo quartier generale è situato presso la città di Indianapolis.

## Organizzazione
Attualmente, al 2024, sono attivi i seguenti reparti:

### Componente Terrestre
- Indiana Army National Guard
  -  38th Infantry Division
  -  81st Troop Command
  -  76th Infantry Brigade Combat Team
  -  Expeditionary Combat Aviation Brigade, 38th Infantry division
  -  38th Sustainment Brigade
  -  54th Security Force Assistance Brigade
  -  219th Engineer Brigade

### Componente Aerea
- Indiana Air National Guard
  -  122nd Fighter Wing
  -  181st Intelligence Wing